# 24 (Fernsehserie)/Staffel 7
Die siebte Staffel der Echtzeit-Fernsehserie 24 begann im Januar 2009 in den USA und damit zwei Jahre nach der sechsten Staffel. Die Staffel handelt unter anderem von den Bemühungen, den aus dem südafrikanischen Staat Sangala stammenden Präsidenten Ule Matobo vor Terroristen zu schützen. In Deutschland wurde die Staffel zeitnah zur US-Ausstrahlung von Premiere Film und damit zum ersten Mal von einem Pay-TV-Sender ausgestrahlt.

## Handlung
Die Handlung spielt 65 Tage nach Redemption, beginnt um 8 Uhr und dauert bis 8 Uhr des Folgetages.

### Zusammenfassung
Der längst totgeglaubte Ex-CTU-Agent Tony Almeida hat kürzlich zusammen mit zwei ehemaligen CTU-Kollegen eine geheime Ermittlungsgruppe gegründet, um damit eine Verschwörung in mehreren Ebenen der US-Regierung aufzudecken und zugleich zu dem Anführer der Verschwörung zu gelangen, den er aus persönlicher Rache für die Ermordung seiner Frau töten möchte. Die Gruppe spielt einer anderen, von dem Kriminellen Michael Emerson angeführten Gruppe ein für die Überwindung kritischer US-Infrastrukturen einsetzbares Hardware-Modul zu, um damit als Köder den durch Emersons Gruppe unterstützten, in die Verschwörung involvierten sangalesischen Colonel Dubaku zu finden. Ex-CTU-Agent Jack Bauer hilft sowohl dem FBI als auch Almeidas Gruppe beim Auffinden von Dubaku, der das Modul noch für einen Terroranschlag einsetzt, bei dem fast 300 Menschen sterben und mit dessen Androhung Dubaku die US-Präsidentin Allison Taylor zum Rückzug der US-Truppen aus seinem Heimatland zu erpressen versucht hat. Durch die Ergreifung Dubakus erhält das FBI eine Liste der Namen von über 100 an der Verschwörung beteiligten Personen, deren Verhaftung daraufhin anläuft.
Nicht auf der Liste ist allerdings der Name des Mitverschwörers Jonas Hodges, der das private Sicherheits- und Militärunternehmen Starkwood mit leitet und der den vom sangalesischen General Juma angeführten Sturmtrupp bei der Invasion des Weißen Hauses unterstützt. Diese hat die Tötung Taylors zum Ziel, endet aber durch das Eingreifen der Ex-CTU-Kollegen mit der Tötung der Invasoren. Anschließend droht Hodges der Präsidentin zur Durchsetzung seiner Forderung nach umfassender militärpolitischer Mitbestimmung damit, gegen die Vereinigten Staaten eine Biowaffe einzusetzen, die er mit Jumas Hilfe hat entwickeln lassen. Bauer droht durch den Körperkontakt mit der Biowaffe bald zu sterben; trotz stärker werdender Krankheitssymptome hilft er Almeida und dem FBI beim Stoppen von Hodges. Nachdem die Biowaffe zerstört ist, lockt Almeida Wilson zu sich, wobei allerdings beide vom FBI verhaftet werden. Es stellt sich heraus, dass die von Wilson geführte Geheimorganisation neben Hodges auch aus anderen Vertretern von US-Sicherheitsfirmen besteht und mit dem Einsatz der Biowaffe die Vereinigten Staaten destabilisieren wollte, um von dem dadurch verursachten Chaos zu profitieren.
Parallel zu diesen Ereignissen sind die Mitglieder von Allison Taylors Familie mit gravierenden privaten Problemen konfrontiert. Ihr Ehemann Henry ermittelt, dass der gemeinsame Sohn nicht Selbstmord begangen hat, sondern im Auftrag von Hodges ermordet wurde. Kurz darauf wird Henry durch Dubaku als Geisel genommen und bei seiner Befreiung schwer verletzt. Die Präsidententochter Olivia sorgt mit dafür, dass der Stabschef ihrer Mutter von seinem Amt zurücktritt. Nachdem sie dieses kommissarisch selbst übertragen bekommen hat, beauftragt sie insgeheim die Ermordung von Hodges, um damit den Tod ihres Bruders zu rächen.

### Ausführliche Wiedergabe

#### Vorgeschichte und Ausgangssituation
Seit 65 Tagen verübt die von General Benjamin Juma angeführte Volksbefreiungsarmee im fiktiven afrikanischen Staat Sangala ethnische Säuberungen, durch die bislang über 300.000 Menschen starben. Da die Vereinten Nationen die Tötungen nicht stoppen können, hat die neue US-Präsidentin Allison Taylor unlängst eine Flotte US-Marinestreitkräfte nach Sangala geschickt, um Jumas, durch einen Putsch an die Macht gekommenes Regime zu stürzen und den Massenmord zu stoppen. Einen Angriffsbefehl hat sie jedoch noch nicht erteilt. Neben Ule Matobo, dem durch Jumas Regime gestürzten sangalesischen Premierminister, hat auch Ex-CTU-Geheimagent Jack Bauer Sangala unfreiwillig verlassen, sodass er sich in den Vereinigten Staaten einer Anhörung bezüglich seiner von Folter geprägten Verhöre nicht länger entziehen kann.
Schon seit mehreren Wochen kommt es in den Vereinigten Staaten zu Technologiediebstählen. Die CTU wurde vor kurzem aufgelöst. Nach Allison Taylors Amtsantritt starb ihr Sohn Roger, offiziell wegen Selbstmordes.

#### 8 bis 14 Uhr

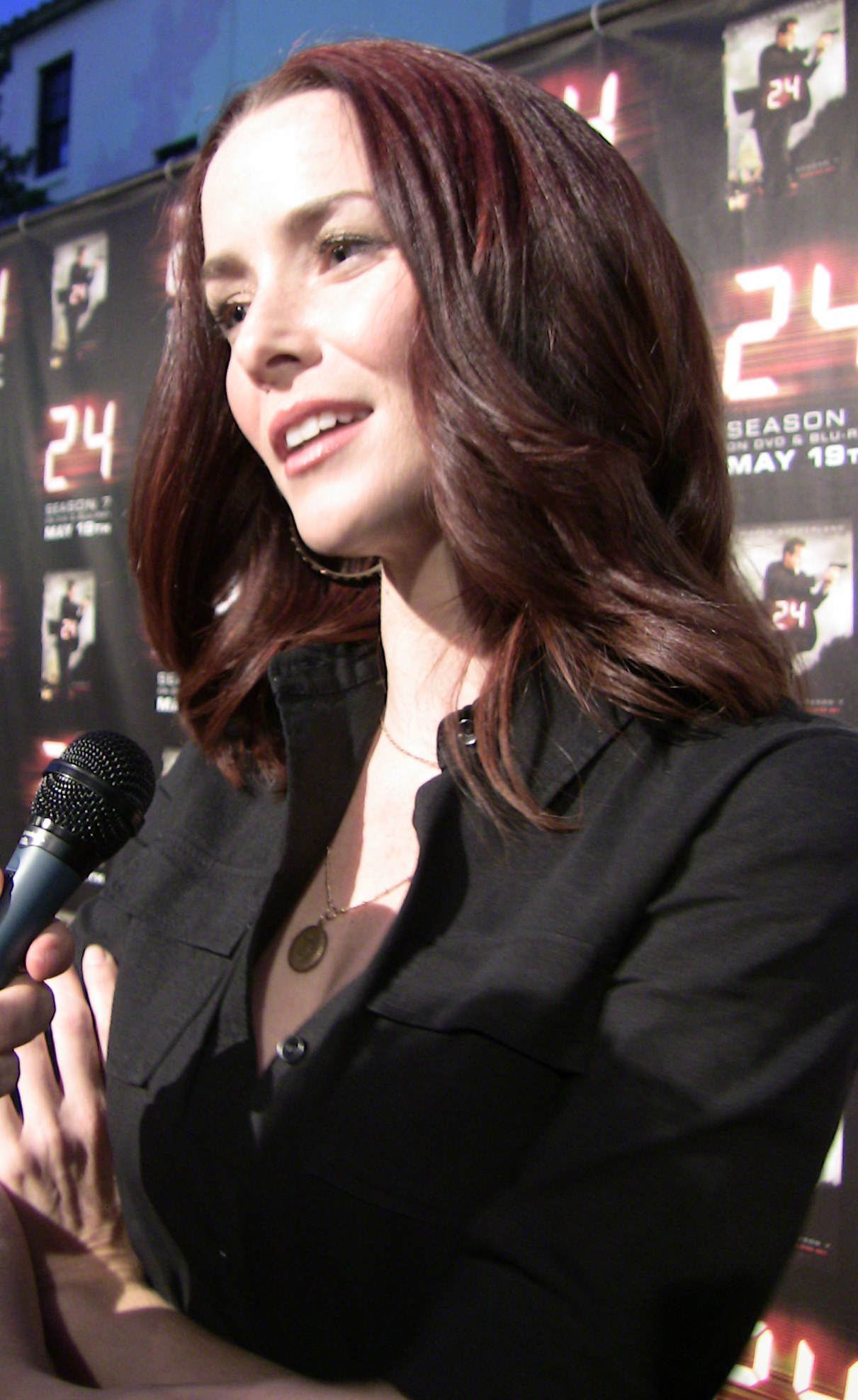
Annie Wersching, Darstellerin der Renee Walker

Vor einem Senatsgremium in Washington, D.C., das unter der Leitung des Senators Blaine Mayer Menschenrechtsverletzungen durch die CTU untersucht, beurteilt Jack Bauer, als Zeuge aussagend, eine von ihm 2002 durchgeführte Folterung als legitim, weil er damit die Vereinigten Staaten geschützt habe. Kurz nach 8 Uhr wird Bauer vom FBI aus der Sitzung geholt, um bei den Ermittlungen in dem Fall der Diebstähle zu helfen. Sie wurden von einer Gruppe begangen, zu der auch Bauers totgeglaubter Ex-Kollege Tony Almeida gehört. Sie zwingt den von ihr entführten Chefentwickler der CIP-Firewall, die kritische Infrastrukturen schützt, unter Verwendung gestohlener Teile zur Modifikation eines Hardware-Moduls. Die Gruppe überwindet damit die Flugsicherung des New Yorker Flughafens JFK International und führt eine als Warnung an die US-Regierung gerichtete Beinahekollision zweier landender Verkehrsflugzeuge herbei.
Bauer ermittelt in der FBI-Zentrale Washington, D.C., deren Leiter Larry Moss mehrfach im Handlungsverlauf die Anwendung von Folter strikt ablehnt, den Mann Gabriel Schector als einen möglichen Helfer der Gruppe. Als Schector nach Bauers Drohung mit Folter Informationen preisgeben will, wird er von dem Scharfschützen Alan Tanner erschossen. Deswegen befürchtend, dass das FBI unterwandert wurde, verfolgen Bauer und die zu Bauers Bewachung eingeteilte FBI-Agentin Renee Walker den Scharfschützen eigenmächtig bis zu dem Versteck der Gruppe, wo sie Almeida verhaften. Indes hat Michael Emerson, der Leiter der Gruppe, das CIP-Modul zu seinem Auftraggeber, dem in Washington weilenden sangalesischen Colonel Iké Dubaku gebracht, Jumas rechter Hand. Dubaku lässt sich von dem US-Staatsangestellten Nichols mit Informationen versorgen, die ihm ein Maulwurf in der FBI-Zentrale gibt. Dubaku fordert gegen 10 Uhr von Präsidentin Taylor, ihm bis 13 Uhr den Rückzug der US-Flugzeugträgerkampfgruppe zu bestätigen, und droht ihr dazu damit, das CIP-Modul zum Töten zehntausender Amerikaner einzusetzen.
Mit der Hilfe des vom FBI verhafteten Almeida kommt Bauer in Kontakt mit seinen Ex-CTU-Kollegen Bill Buchanan und Chloe O’Brian. Sie ermitteln geheim und ohne staatlichen Auftrag mit dem Ziel, eine auch in das FBI reichende Verschwörung aufzudecken, mit der das Juma-Regime die US-Regierung unterwandert hat. Bauer erfährt erst jetzt, dass Almeida mit Emersons Hilfe seinen Tod vorgetäuscht und sich daraufhin wegen tiefer Abneigung gegenüber dem Staat der Gruppe von Emerson angeschlossen hatte, ehe er in der Gruppe verdeckter Ermittler wurde. Damit Almeida mit dem Ziel, Dubaku zu finden und das CIP-Modul sicherzustellen, wieder in Emersons Gruppe eingeschleust werden kann, befreien Bauer, Buchanan und O’Brian Almeida aus der FBI-Haft. Sich gegenüber Emerson als Komplizen ausgebend, helfen Bauer und Almeida bei der von Dubaku beauftragten Entführung des Ehepaares Matobo aus dessen Residenz.
Walker verhört indes den verhafteten Tanner, wodurch das FBI von dem Plan der Gruppe erfährt, die Matobos zu entführen. Weil Walker beim Verhör Folter angewendet hat, lässt der Generalstaatsanwalt gegen sie ermitteln. Walker wird wegen ihrer eigenmächtigen Observation der Matobo-Entführung durch Emersons Gruppe gefangen genommen, durch Bauer und Almeida zu Emersons Schein exekutiert und kurz darauf durch Buchanan und O’Brian aufgegriffen. Nachdem Emerson das doppelte Spiel Bauers und Almeidas erkannt hat, wird er von ihnen tödlich verwundet. Bei der Übergabe der insgeheim mit Peilsendern versehenen Matobos an den von Dubaku geschickten Nichols vereiteln Almeida und Bauer ihre Ermordung durch Nichols.
Der First Gentleman Henry Taylor erfährt von Rogers Freundin Samantha Roth, dass Roger nicht Suizid begangen hat, sondern ermordet wurde, und erhält von ihr Beweismaterial, demzufolge Roger kurz davor stand, die Verwicklung eines US-Regierungspolitikers in Börsenspekulationen bezüglich der Krise in Sangala zu entdecken. Der für Henrys Bewachung zuständige Secret-Service-Agent Brian Gedge, der mit seinem Kollegen Edward Vossler auf Dubakus Anweisung hin das Bekanntwerden des Beweismaterials verhindern will, ermordet daraufhin Roth, ehe Henry gegen 14 Uhr durch das Töten Gedges seine eigene Ermordung vereitelt.
Präsidentin Taylor lässt Dubakus Ultimatum verstreichen, weil sie den Massenmord in Sangala nicht länger geschehen lassen will. Deshalb bringt Dubaku um kurz nach 13 Uhr mit dem Einsatz des CIP-Moduls zwei Verkehrsflugzeuge in unmittelbarer Sichtweite des Oval Office zur Kollision, wobei mindestens 270 Menschen sterben. Weil sie der Forderung Dubakus auch anschließend nicht stattgeben will, tritt der US-Außenminister angesichts der Gefahr für die US-Bevölkerung von seinem Amt zurück.

#### 14 bis 20 Uhr

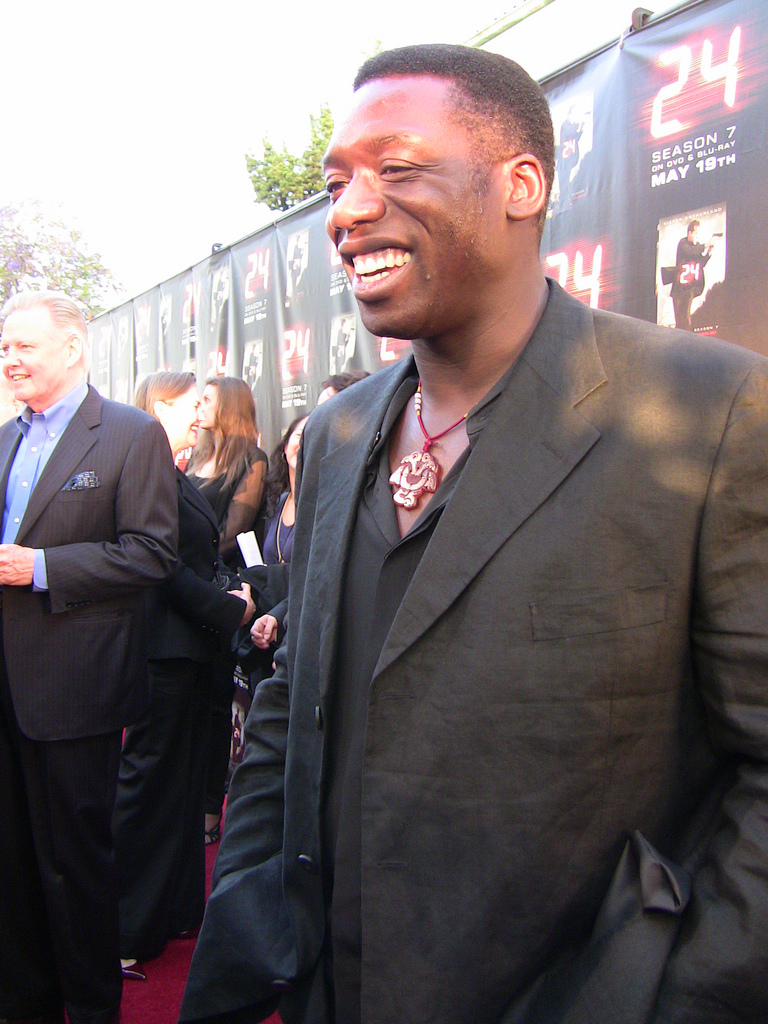
Hakeem Kae-Kazim, Darsteller des Iké Dubaku

Bauer, Walker, Buchanan und Almeida stürmen Dubakus Operationszentrale und befreien dabei die Matobos; das CIP-Modul wird zerstört und Dubaku flüchtet. Dadurch wird der von Dubaku begonnene Terroranschlag auf eine Chemiefabrik in Ohio abgebrochen, bevor er Tausende Opfer gefordert hätte. Ule Matobo bringt unter Geheimhaltung Bauer, Walker und Buchanan ins Weiße Haus, wo sie der Präsidentin ihre Rolle in den bisherigen Geschehnissen erklären, in deren Rahmen Buchanan und O’Brian Emersons Gruppe mit dem CIP-Modul als Köder versorgt hatten, um zu Dubaku zu gelangen.
Dubaku nimmt mit Vosslers Hilfe den First Gentleman als Geisel und fordert von der Präsidentin kurz nach 15 Uhr mit der Drohung, ihn zu ermorden, den Rückzug der US-Streitkräfte aus Sangala und die Auslieferung Ule Matobos bis 16 Uhr. Um Henry zu retten, lassen sich Bauer und Walker von dem bislang von Walkers Ermordung ausgehenden Moss helfen. Trotz Moss’ Verbot, Folter anzuwenden, foltern Bauer und Walker Vossler mit der Drohung, dessen Familie zu ermorden, und erfahren so Henrys Gefangenschaftsort; Bauer tötet Vossler in Notwehr. Bei der Stürmung des Orts durch Bauer und Walker um kurz vor 16 Uhr wird Henry zwar schwer verletzt, aber gerettet. Parallel dazu lässt Dubaku das Fahrzeug mit einem vom Weißen Haus geschickten Doppelgänger von Ule Matobo per Granatbeschuss zerstören. Nach der Verwundung Henrys holt Allison ihre Tochter Olivia ins Weiße Haus, um sie dort vor den bislang unentdeckten Verschwörern in Sicherheit zu wissen.
In Henrys Gefangenschaftsort auf Dubakus Wohnung aufmerksam geworden, setzen Bauer und Walker Dubakus Freundin Marika Donoso dazu ein, sich von ihr zu Dubaku führen zu lassen, der sie über seine wahre Identität bislang belogen hatte und nun mit ihr nach Belize fliehen will. Für die Satellitenüberwachung von Dubaku und Donoso beschäftigt Moss in der FBI-Zentrale – wegen des dort vermuteten Maulwurfs inoffiziell – Chloe O’Brian. Sean Hillinger, der im FBI zusammen mit seiner Kollegin Erika für den mit Dubaku in Verbindung stehenden Ryan Burnett – Stabschef von Senator Mayer – spioniert, behindert unerkannt die Observierung Donosos. Voller Verzweiflung verursacht Donoso mit dem Auto, das sie und Dubaku transportiert, einen Verkehrsunfall, bei dem sie stirbt und er schwer verletzt wird. Unter seiner Haut findet Bauer eine Speicherkarte, die die Namen von über 100, an der Verschwörung beteiligten Personen enthält, darunter auch Sean und Erika. Als O’Brian in der FBI-Zentrale auf die Daten zugreift, versucht Sean durch die Ermordung Erikas seine Enttarnung zu verhindern, wird aber kurz darauf als Spion überführt.
Die Präsidentin bestellt Mayer ins Weiße Haus, um ihn davon zu überzeugen, Bauers Leistungen an diesem Tag zu würdigen. Burnett begleitet ihn dorthin. Um kurz vor 18 Uhr informiert Almeida unter Berufung auf eine Quelle in Emersons Gruppe Bauer darüber, dass Juma einen um 19 Uhr beginnenden Terroranschlag in Washington, D.C. plant und von Burnett unterstützt wird. Um Burnett bzgl. des genauen Anschlagsziels zu verhören, kehrt Bauer ins Weiße Haus zurück und löscht O’Brian insgeheim Burnetts Namen von der Liste der Verschwörer, deren zeitgleiche Verhaftung gerade anläuft. Als O’Brians illegale Handlung im FBI auffällt, wird sie verhaftet und das weiße Haus alarmiert. Während die Präsidentin im Oval Office Mayer davon überzeugt, Bauer bzgl. der Foltervorwürfe zu begnadigen, foltert Bauer in einem anderen Raum Burnett mittels Elektroschockpistole, ehe Bauer – kurz, bevor er die gewünschte Information erhalten hätte – verhaftet wird.
Derweil lässt Juma von einem Helfer im Krankenhaus Dubaku ermorden. Walker verfolgt den Helfer allein bis in das Versteck von Juma und dessen etwa 12-köpfiger, schwer bewaffneter Einsatztruppe am Potomac River, über den sich die Truppe zu ihrem Anschlagsziel begibt, dem Weißen Haus. Walkers Information über das Anschlagsziel erreicht das Weiße Haus erst nach Beginn der Invasion. Juma und seine Truppe dringen dabei unterirdisch ins Weiße Haus ein, töten zahlreiche Secret-Service-Agenten und nehmen etliche Personen als Geiseln, darunter Buchanan, Bauer, die Präsidentin und ihre Tochter. Bei der Invasion und der Gefangennahme Allisons, deren Tötung Juma beabsichtigt, lässt sich Juma durch Jonas Hodges helfen, Gründer und Vorstandsmitglied des privaten US-Sicherheits- und -Militärunternehmens Starkwood.

#### 20 bis 2 Uhr

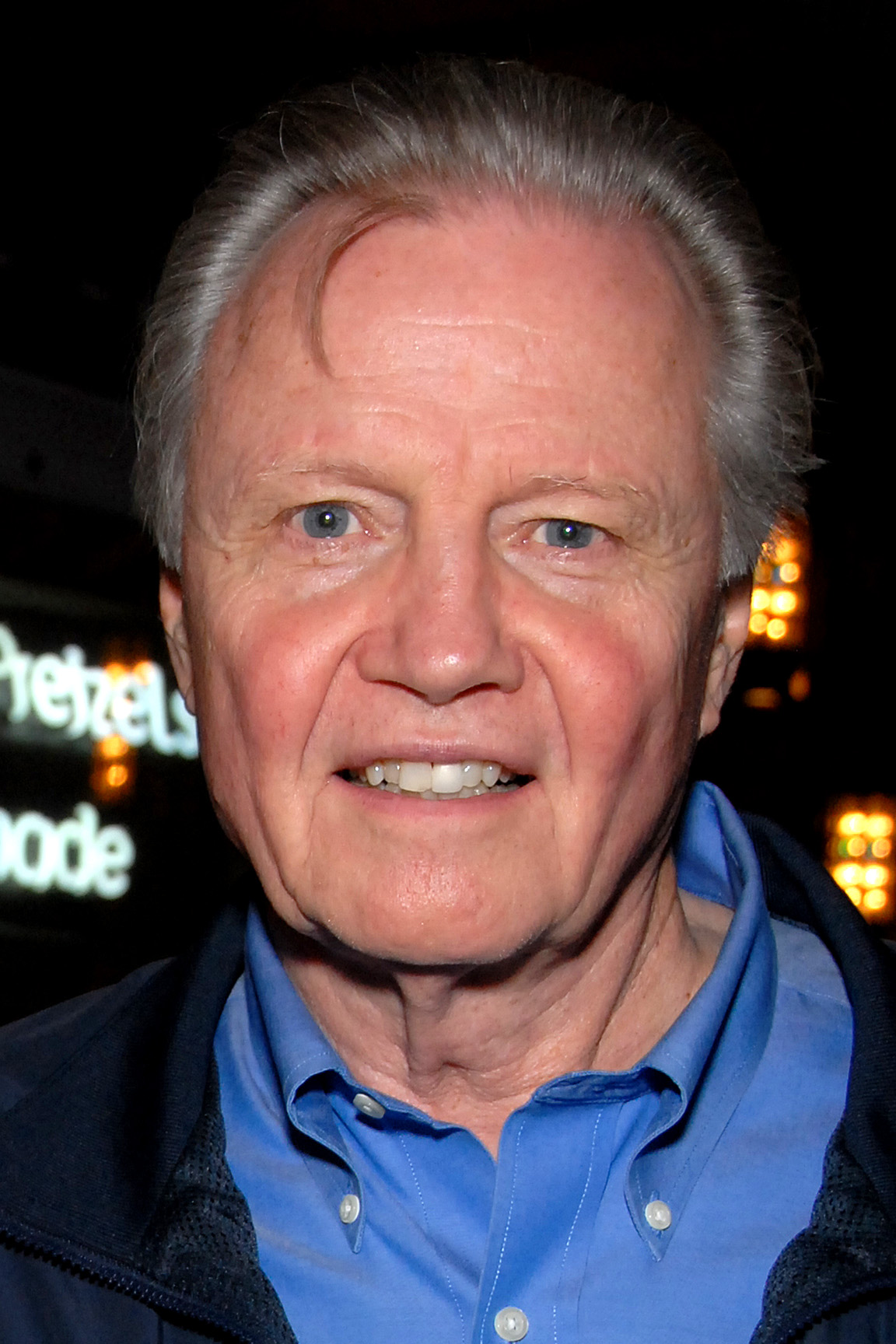
Jon Voight, Darsteller des Jonas Hodges

Mit der Drohung, die Geiseln zu ermorden, zwingt Juma die Präsidentin zu einer live im Internet übertragenen Ansprache, in der sie sich ihrer „Verbrechen“ gegen die Menschlichkeit in Sangala schuldig bekennen muss. Um die Geiselnehmer zu überwältigen, opfert Buchanan sein Leben, in dem er eine von Bauer insgeheim vorbereitete Methangas-Explosion auslöst. Durch die Explosion und bei der deswegen von Moss entgegen dem Befehl des US-Vizepräsidenten befohlenen Stürmung des Weißen Hauses durch das FBI werden Juma und seine Komplizen getötet.
Ethan Kanin, Stabschef des Weißen Hauses, lässt – eigenverantwortlich, um im Falle von Problemen die Präsidentin nicht zu belasten – das FBI das Verhör von Burnett durch Bauer fortsetzen, um so Jumas externen Unterstützer zu ermitteln. Der für Starkwood arbeitende John Quinn ermordet allerdings Burnett, bevor dieser aussagen kann, und hängt Bauer durch Beweismanipulation die Schuld an dem Mord an, weswegen Bauer vor dem FBI flüchtet. Mit Walkers inoffizieller Hilfe erfährt Bauer von Quinns Verbindung zu Starkwood und von Mayers, schon vor Monaten begonnenen Ermittlungen gegen das Unternehmen. Deshalb begibt sich Bauer in das Wohnhaus Mayers, dessen Ermittlungsinformationen beiden bei der Erkenntnis helfen, dass Mayers Hauptinformant ebenfalls durch Quinn ermordet worden war. Durch Erkenntnisaustausch wird ihnen nun klar, dass Jumas Regime eine von Starkwood hergestellte Biowaffe an den Einwohnern eines sangalesischen Dorfs testen ließ, welche dadurch qualvoll starben. Als Gegenleistung für Jumas Waffenentwicklungshilfe unterstützte Hodges das Regime beim Verüben der Terroranschläge an diesem Tag.
Quinn ist es auch, der Mayer im Beisein Bauers ermordet, ehe er selbst von Bauer tödlich verletzt wird. Nachdem Bauer aus Quinns Informationen erfahren hat, dass Starkwood die Biowaffe an diesem Abend im Hafen von Alexandria zurück erwartet, entwendet Bauer, unterstützt von Almeida, dort den ISO-Container mit dem Waffenbehälter, wobei dieser leicht beschädigt und Almeida von Starkwood-Söldnern gefangen genommen wird. Ehe die Söldner gegen 23 Uhr den Waffenbehälter wieder in ihren Besitz nehmen, kommt Bauer beim Schließen des Lecks mit der darin befindlichen Substanz in direkten Kontakt. Blutuntersuchungen ergeben, dass Bauer mit dem aus pathogenen Prionen bestehenden Erreger infiziert ist und an der deshalb ausgelösten, nicht ansteckenden, Creutzfeldt-Jakob-ähnlichen Krankheit bald zu sterben droht.
Olivia versucht mit der unbewiesenen Anschuldigung, dass Kanin persönlich für die Korruption in der Regierung mitverantwortlich sei, seinen Rücktritt zu erpressen. Nicht nur ihre Mutter belügend, gibt sie zudem Informationen über Kanins Befehl bezüglich des Verhörs von Burnett durch Bauer an einen Journalisten weiter, der Kanin daraufhin mit diesen Informationen konfrontiert. In der Annahme, Bauer sei der Mörder von Burnett und Mayer, nimmt Kanin die politische Verantwortung für die Morde auf sich und tritt von seinem Amt zurück. Allison ernennt ihre Tochter deshalb zur kommissarischen Stabschefin des Weißen Hauses.
Nachdem der Waffenbehälter kurz nach 23 Uhr auf dem 8 km² großen, eine 1500-köpfige Privatarmee beherbergenden Unternehmensgelände in Virginia eingetroffen ist, lässt Hodges die Waffe für den baldigen Einsatz gegen die Vereinigten Staaten vorbereiten. Hodges’ Ziel ist es, Starkwood vor der Zerschlagung durch die US-Regierung zu bewahren, der das Unternehmen zu mächtig geworden ist. Hodges’ Assistent Greg Seaton verschafft den Vorbereitungen Zeitgewinn, indem er, Almeida vor dessen Exekution bewahrend, dem FBI falsche Informationen über den genauen Waffenstandort gibt, aufgrund derer die Präsidentin das FBI – wegen der Unterstützung durch Navy SEALs bewusst gegen den Posse Comitatus Act verstoßend – eine Razzia durchführen lässt, die erfolglos verläuft und wegen mangelnder Beweise für die Existenz der Waffe abgebrochen werden muss.
Doug Knowles, der Vorstandsvorsitzende von Starkwood, hilft dem nach dem Rückzug des FBI insgeheim auf dem Gelände verbliebenen Almeida, zum Aufbewahrungsort der Biowaffe zu gelangen, und wird wegen mangelnder Unterstützung für Hodges’ Plan von Hodges ermordet. Bauer, zunehmend unter den Symptomen der Krankheit leidend, hilft dem FBI beim Aufspüren der Biowaffe. Da Almeida dem FBI und der Präsidentin nunmehr Existenz und genauen Standort der Waffe beweist, befiehlt die Präsidentin zwecks Zerstörung der Waffe die Bombardierung des Orts durch F/A-18-Düsenjäger. Indem Hodges die Präsidentin mit dem Abschuss von drei, mit dem Erreger bestückten Boden-Boden-Raketen gegen dichtbesiedelte Gegenden an der US-Ostküste erpresst, erzwingt er das Unterlassen der Bombardierung und ein persönliches Gespräch mit der Präsidentin, in dem er umfassende Mitgestaltungsrechte für Starkwood an der US-Verteidigungspolitik einfordert.
Almeida sprengt die Raketen-Treibstofftanks, sodass die Raketen zerstört und die Biowaffenbehälter mutmaßlich restlos vernichtet werden. Weil Hodges seine Drohung damit nicht länger aufrechterhalten kann, lässt ihn die Präsidentin noch im Oval Office verhaften. Der Starkwood-Mitarbeiter Robert Galvez entkommt allerdings mit einem Kanister der Biowaffe und wird deshalb durch Moss verfolgt, der Almeida ins FBI zurückbringen möchte. Bei Moss’ Versuch, Galvez zu stellen, ermorden Almeida und Galvez kooperativ Moss.
Jack Bauer möchte seiner Tochter Kim das Miterleben seines Sterbens ersparen und sich deshalb im Rahmen einer experimentellen Stammzelltherapie nicht von ihr helfen lassen.

#### 2 bis 8 Uhr
Unter den Agenten des nunmehr von Walker angeführten FBI spionierend, hilft Almeida Galvez dabei, unentdeckt mit dem Biowaffenbehälter zu entkommen. Dazu führen sie über 20 Agenten in eine für Viele tödliche Falle. Auch durch einen mittlerweile deutlich gewordenen Widerspruch in Almeidas Aussage bzgl. eines Informanten entdeckt Bauer Almeidas doppeltes Spiel, kann ihn aber wegen eines abermals einsetzenden, krankheitsbedingten Krampfanfalls nicht aufhalten.
Es stellt sich heraus, dass Hodges für eine Geheimorganisation arbeitet, die von dem Hintermann Alan Wilson geleitet wird und deren Mitglieder untereinander anonymisiert kommunizieren. Die Organisation hatte Hodges zwar mit der Entwicklung der Biowaffe beauftragt, nicht jedoch den eigenmächtigen Einsatz der Waffe durch Hodges eingeplant. Um zu verhindern, dass der in Haft sitzende Hodges Informationen über die Organisation preisgibt, möchte Wilson Hodges’ Tod. Dazu lässt er die unter den Organisationsmitgliedern als Vermittlerin auftretende Cara Bowden, mit gestohlener Identität als Rechtsanwältin unterwegs, eine Giftkapsel an Hodges im Weißen Haus schmuggeln. Durch die Einnahme der Kapsel bei der vernehmungsbedingten Überführung ins FBI erleidet Hodges einen Herzanfall, wird aber von Sanitätern vor dem Tod bewahrt.
Almeida arbeitet auch für die Geheimorganisation, die sich mit seiner Hilfe – vermittelt durch Bowden – den Biowaffenbehälter hat beschaffen lassen. Der von Almeida beauftragte Galvez fordert als Gegenleistung für die Herausgabe der Waffe Informationen über ihren Abnehmer und wird deshalb von Almeida ermordet. Auf Anregung von Almeida hin kommen die Organisationsmitglieder überein, die durch Hodges’ Anschlagsversuch bereits verursachte, instabile US-Sicherheitslage auszunutzen und die Biowaffe noch an diesem Morgen im Berufsverkehr einzusetzen. Almeida und Bowden verwenden den pakistanischen Muslim Jibraan Al-Zarian wegen dessen Abstammung als Sündenbock für den geplanten Anschlag in der Washington Metro.
Als Gegenleistung für die Aufnahme in ein Zeugenschutzprogramm sowie die Gewährleistung von Sicherheit für sich und seine Familie gibt Hodges in FBI-Gewahrsam Informationen über die Geheimorganisation preis. Deren Mitglieder vertreten Sicherheitsfirmen und halten die USA für zu schwach gerüstet vor drohenden Terroranschlägen. Um sich durch den Schock solcher Anschläge Macht und Einfluss bei der Restabilisierung der Vereinigten Staaten zu sichern und der Regierung die eigene Unverzichtbarkeit zu beweisen, hatten die Organisationsvertreter geplant, die Biowaffe im Folgejahr für Terroranschläge einzusetzen und die Schuld dafür Unschuldigen zuzuschieben. Wegen des von Hodges heute verursachten Chaos geht die Regierung aber davon aus, dass die Organisation den nächsten Terroranschlag schon deutlich früher verübt.
Das FBI beginnt zwecks Auffindens von gefälschtem Beweismaterial daher mit einer – nicht ganz legalen und auch aus Racial Profiling bestehenden – Überwachungsaktion, für die es die CTU-Server reaktiviert und O’Brians Hilfe in Anspruch nimmt. Dadurch kommen Jack Bauer und das FBI Al-Zarian und Almeida auf die Spur, wodurch sie den Anschlag, die Biowaffe vernichtend, in letzter Minute vereiteln können. Durch Bowdens Drohung, Kim Bauer von ihren Komplizen ermorden zu lassen, lässt sich Jack dazu erpressen, Almeida aus der FBI-Haft zu befreien, wobei Jack selbst in Almeidas Gewalt kommt.
Almeida möchte den Erreger aus Jacks Körper extrahieren, um einen weiteren Vorrat der Biowaffe herzustellen. Das Vorhaben dient Almeida auch dazu, das Vertrauen Wilsons zu gewinnen, sodass er Bowden ein Treffen mit ihm in einem Industriegelände arrangieren lässt. Erst jetzt enthüllt Almeida ggü. Jack, dass er Wilson für den Hauptverantwortlichen für die Ermordung seiner schwangeren Frau Michelle Dessler und des Ex-Präsidenten David Palmer (→ Staffel 5) hält. Um an dem von ihm schon seit drei Jahren verfolgten Wilson Rache zu nehmen, hat Almeida Buchanans geheime Gruppe unterstützt und will Almeida den nunmehr mit einem Sprengstoffgürtel versehenen Jack zur Ermordung von Wilson einsetzen. Auch durch die Intervention des FBI kommt Kim aus ihrer Geiselhaft frei. Mit den Informationen eines der Geiselnehmer entdeckt das FBI das Versteck Bowdens und Almeidas und stürmt es. Almeida tötet dabei Bowden und wird ebenso wie Wilson vom FBI verhaftet.
Weil Olivia Taylor mit dem Zeugenschutz für Hodges nicht einverstanden ist und sie den Tod ihres Bruders rächen will, beauftragt sie einen Freund mit der Ermordung von Hodges, der daraufhin durch eine Autobombenexplosion stirbt. Weil sie durch ihr Verhalten das Misstrauen des für sie zuständigen Secret-Service-Agenten Aaron Pierce erweckt, können Pierce und Kanin eine Audio-Aufnahme sicherstellen, die Olivias Mordauftrag beweist. Nachdem Olivia gegenüber Allison deshalb den Mordauftrag zugegeben hat, lässt Allison sie strafrechtlich anklagen.
Nachdem Jack zwecks Vergebung seiner Sünden mit einem von ihm zuvor falsch verdächtigten Imam gebetet hat, lässt Kim entgegen seinem Willen die Stammzelltherapie beginnen. Um zu vermeiden, dass Wilson wegen Beweismangels wieder freigelassen wird, beginnt Walker eigenmächtig mit dem Foltern Wilsons.

## Produktion
Zu Beginn des Jahres 2007 kam es zu öffentlichen Diskussionen, in denen der Serie auch vorgeworfen wurde, sie glorifiziere Folter. Unzufrieden mit dieser Situation, verfolgten der Sender FOX und die 24-Produzenten daraufhin die Absicht, die Serie inhaltlich neu auszurichten und dabei auch dem Vorwurf der Glorifizierung von Folter entgegenzuwirken. Bei den Planungen zu dieser Neuausrichtung beabsichtigten die Drehbuchautoren zunächst das Ziel, den Protagonisten Jack Bauer für seine Folterhandlungen büßen zu lassen, und zwar, indem er in Afrika gemeinnützige Arbeit leistet. Als FOX an diesem Konzept zweifelte, schlugen die Autoren dem Sender vor, mit dem Echtzeitprinzip zu brechen, damit Bauers mehrstündige Rückkehr in die USA überbrückt werden könne. Die Autoren gestalteten dieses Konzept aus, erklärten es aber etwa drei Wochen vor dem geplanten Beginn der Dreharbeiten zur siebten Staffel für nicht realisierbar, und zwar vor allem, weil Bauer sich dadurch zu weit von den terroristischen Bedrohungen in den USA und von seiner Persönlichkeit der ersten sechs Staffeln entfernt hätte. Daraufhin kamen die Autoren überein, Bauer nunmehr zum Antagonisten zu machen, der von einer FBI-Agentin gejagt und schließlich zum Guten bekehrt wird. Zumindest für die ersten beiden Episoden entstanden die Drehbücher basierend auf diesem Konzept. Im Sommer 2007 – die Produktionsarbeiten waren gegenüber dem ursprünglichen Zeitplan bereits um mehrere Wochen verspätet – lehnte FOX das Konzept jedoch als unglaubwürdig ab. Die Autoren entwarfen eine weitere Handlungskonstellation, der zufolge Bauers Charakter zunächst unverändert bleibt, die Kontroverse rund um Folter aber besser mit einer neuen weiblichen Figur thematisiert wird. Die Autoren entschieden sich dafür, die CTU abzuschaffen und Bauer in der Handlung in Washington D.C. mit Anschuldigungen gegen seine Folterhandlungen zu konfrontieren. FOX war nun mit dem Konzept einverstanden.
Eine Initiative der News Corporation, zu der auch der 24 ausstrahlende Sender FOX gehört, hatte zum Ziel, bis 2010 firmenweit klimaneutral zu werden. Zu diesem Zweck wurden bei der Produktion der Staffel alternative Treibstoffe benutzt, darunter Biodiesel. Außerdem wurde durch den Einsatz von Hybridfahrzeugen der Verbrauch von mehr als 1300 Gallonen Motorenbenzin vermieden. Durch den Kauf erneuerbarer Energie wurden 98 Prozent der Elektrizitätsemissionen kompensiert und der CO2-Fußabdruck um 940 Tonnen CO2-Äquivalent reduziert, gleichbedeutend mit einer Reduktion aller Emissionen um etwa 43 Prozent.
Für die Dreharbeiten stellte die US Navy zwei ihrer Seahawk-Transporthubschrauber mitsamt zugehörigem Navy-Flugpersonal zur Verfügung. Im Rahmen der Hilfe mit den Hubschraubern schickte sie auf ihren Wunsch auch eine Gruppe Navy-SEALs, die beim Abseilen inszeniert wurden.
Die Staffel ist dem verstorbenen Larry Davenport gewidmet, einem der Filmeditoren der Serie.

## Besetzung und Synchronsprecher

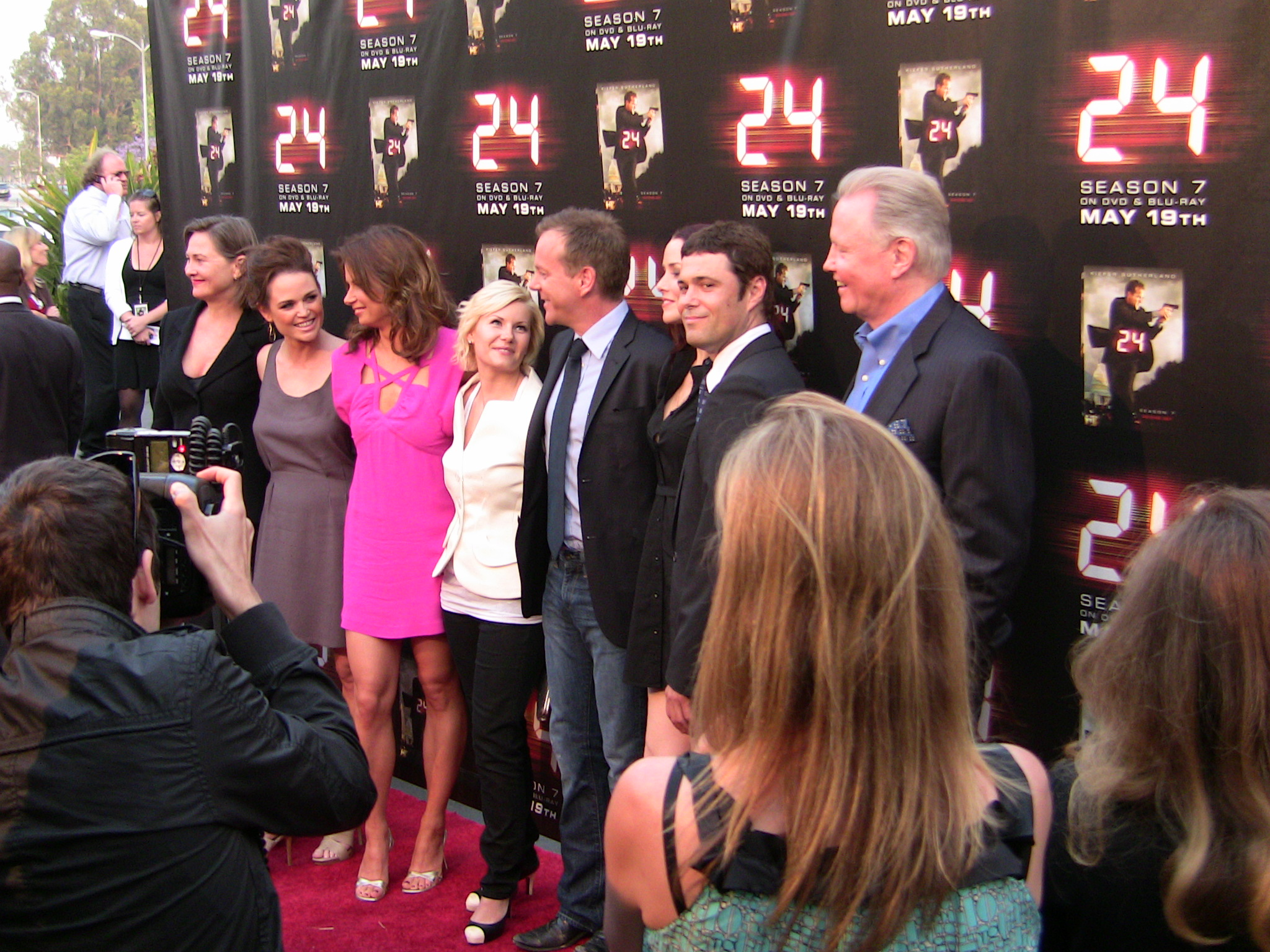
Haupt- und Gastdarsteller der siebten Staffel

### Hauptbesetzung
| Rollenname     | Schauspieler      | Synchronsprecher | Rolle                                                              |
| -------------- | ----------------- | ---------------- | ------------------------------------------------------------------ |
| Jack Bauer     | Kiefer Sutherland | Tobias Meister   | Ehemaliger CTU-Geheimagent                                         |
| Ethan Kanin    | Bob Gunton        | Joachim Pukaß    | Stabschef des Weißen Hauses                                        |
| Allison Taylor | Cherry Jones      | Marianne Groß    | US-Präsidentin, Ehefrau von Henry Taylor, Mutter von Olivia Taylor |
| Henry Taylor   | Colm Feore        | Udo Schenk       | First Gentleman, Vater von Olivia Taylor                           |
| Chloe O’Brian  | Mary Lynn Rajskub | Julia Ziffer     | Ehemalige CTU-Datenanalytikerin, Ehefrau von Morris O’Brian        |
| Bill Buchanan  | James Morrison    | Norbert Langer   | Ehemaliger Direktor der CTU-Zweigstelle Los Angeles                |
| Tony Almeida   | Carlos Bernard    | Robin Brosch     | Ehemaliger Direktor der CTU-Zweigstelle Los Angeles                |
| Janis Gold     | Janeane Garofalo  | Debora Weigert   | FBI-Datenanalytikerin                                              |
| Renee Walker   | Annie Wersching   | Tanja Geke       | FBI-Agentin                                                        |
| Larry Moss     | Jeffrey Nordling  | Tim Moeseritz    | Leiter der FBI-Zweigstelle Washington, D.C.                        |
| Sean Hillinger | Rhys Coiro        | Tobias Nath      | FBI-Datenanalytiker, Spion                                         |

### Neben- und Gastdarsteller
| Rollenname        | Schauspieler      | Synchronsprecher          | Rolle |
| ----------------- | ----------------- | ------------------------- | --- |
| Dr. Sunny Macer   | Christina Chang   | Heide Domanowski          | Ärztin beim Seuchenschutz                                                                                 |
| Greg Seaton       | Rory Cochrane     | Simon Jäger               | Assistent von Jonas Hodges                                                                                |
| Mitchell Hayworth | Cameron Daddo     | Thomas Nero Wolff         | US-Vizepräsident                                                                                          |
| Ule Matobo        | Isaach De Bankolé | Helmut Gauß               | (Ex-)Premierminister von Sangala                                                                          |
| Alama Matobo      | Tonya Pinkins     | Martina Treger            | Ehefrau von Ule Matobo                                                                                    |
| Olivia Taylor     | Sprague Grayden   | Antje von der Ahe         | Unternehmensberaterin, kommissarische Stabschefin des Weißen Hauses, Tochter von Henry und Allison Taylor |
| Ken Dellao        | Tim Guinee        | Tobias Kluckert           | Journalist                                                                                                |
| Martin Collier    | Leland Orser      | Michael Pan               | Wahlkampfhelfer, Auftragsmörder                                                                           |
| Tim Woods         | Frank John Hughes | Gerald Schaale            | Leiter von Homeland Security                                                                              |
| Iké Dubaku        | Hakeem Kae-Kazim  | Thomas Wolff              | Colonel bei der sangalesischen Volksbefreiungsarmee                                                       |
| Brian Gedge       | Warren Kole       |                           | Secret-Service-Agent, Komplize von Dubaku                                                                 |
| Edward Vossler    | Mark Kiely        | Wolfgang Wagner           | Secret-Service-Agent, Komplize von Dubaku                                                                 |
| Samantha Roth     | Carly Pope        | Isabelle Schmidt          | Ehemalige Freundin von Roger Taylor                                                                       |
| Blaine Mayer      | Kurtwood Smith    | Bodo Wolf                 | US-Senator                                                                                                |
| Ryan Burnett      | Eyal Podell       | Hendrik Martz             | Stabschef von Senator Mayer, Informant von Dubaku und Juma                                                |
| Benjamin Juma     | Tony Todd         | Engelbert von Nordhausen  | General bei der sangalesischen Volksbefreiungsarmee                                                       |
| Jonas Hodges      | Jon Voight        | Lutz Riedel               | Gründer und Vorstandsmitglied von Starkwood, Auftragnehmer von Alan Wilson                                |
| Doug Knowles      | Chris Mulkey      | Helmut Krauss             | Vorstandsvorsitzender von Starkwood                                                                       |
| David Emerson     | Peter Wingfield   | Johannes Berenz           | Auftragnehmer von Dubaku                                                                                  |
| Morris O’Brian    | Carlo Rota        | Erich Räuker              | Ehemaliger CTU-Datenanalytiker, Ehemann von Chloe O’Brian                                                 |
| Kim Bauer         | Elisha Cuthbert   | Sonja Spuhl               | Tochter von Jack Bauer                                                                                    |
| Michael Latham    | John Billingsley  | Frank Muth                | Chefentwickler des CIP-Moduls                                                                             |
| Nichols           | Mark Aiken        | Oliver Siebeck            | US-Regierungsbeamter, Unterstützer von Dubaku                                                             |
| Alan Tanner       | Dameon Clarke     |                           | Komplize von David Emerson                                                                                |
| Erika             | Ever Carradine    | Daniela Reidies           | FBI-Angestellte, Spionin                                                                                  |
| Marika Donoso     | Enuka Okuma       | Claudia Urbschat-Mingues  | Lebensgefährtin Dubakus                                                                                   |
| John Quinn        | Sebastian Roché   |                           | Auftragsmörder für Starkwood                                                                              |
| John Smith        | Ryan Cutrona      | Rüdiger Evers             | Admiral                                                                                                   |
| Robert Galvez     | Gabriel Casseus   | Jan-David Rönfeldt        | Starkwood-Mitarbeiter, Komplize von Almeida                                                               |
| Alan Wilson       | Will Patton       | Reiner Schöne             | Leiter der Geheimorganisation                                                                             |
| Cara Bowden       | Amy Price-Francis | Melanie Pukaß             | Vermittlerin in der von Wilson geleiteten Geheimorganisation                                              |
| Jibraan Al-Zarian | Omid Abtahi       | Mehmet Yilmaz             | Muslim, Bruder von Hamid                                                                                  |
| Hamid Al-Zarian   | Rafi Gavron       | Carsten Otto              | Muslim, Bruder von Jibraan                                                                                |
| Muhtadi Gohar     | Ravi Kapoor       | Tayfun Bademsoy           | Imam aus dem Umfeld der Al-Zarians                                                                        |
| Gabriel Schector  | Tommy Flanagan    | Sebastian Christoph Jacob | Mutmaßlicher Helfer einer Terrorgruppe                                                                    |

## Veröffentlichung
Ursprünglich war geplant, mit der Erstausstrahlung der Staffel regulär im Januar 2008 zu beginnen. Vor dem Beginn der Produktionspause, die durch den Drehbuchautorenstreik verursacht wurde, waren acht Episoden der siebten Staffel fertiggestellt. Deshalb zog FOX zunächst in Betracht, die Staffel geteilt in jener und der folgenden Fernsehsaison auszustrahlen, entschied sich jedoch dagegen wegen des Risikos, in der Staffelmitte Zuschauer zu verlieren. Aus diesem Grund wurde der Erstausstrahlungsbeginn der Staffel auf den Januar 2009 verschoben.

## Episoden
| Nr. (ges.) | Nr. (St.) | Deutscher Titel          | Originaltitel                  | Erstausstrahlung USA | Deutschsprachige Erstausstrahlung (Premiere HD) | Regie         | Drehbuch                                                    | Erstausstrahlung im deutschen Free-TV (Kabel eins) |
| ---------- | --------- | ------------------------ | ------------------------------ | -------------------- | ----------------------------------------------- | ------------- | ----------------------------------------------------------- | -------------------------------------------------- |
| 145        | 1         | Tag 7: 8:00 – 9:00 Uhr   | Day 7: 8:00 a.m. – 9:00 a.m.   | 12. Jan. 2009        | 12. Jan. 2009                                   | Jon Cassar    | Howard Gordon, Joel Surnow, Michael Loceff                  | 1. Sep. 2009                                       |
| 146        | 2         | Tag 7: 9:00 – 10:00 Uhr  | Day 7: 9:00 a.m. – 10:00 a.m.  | 12. Jan. 2009        | 12. Jan. 2009                                   | Jon Cassar    | Joel Surnow, Michael Loceff; Idee: Howard Gordon, Evan Katz | 1. Sep. 2009                                       |
| 147        | 3         | Tag 7: 10:00 – 11:00 Uhr | Day 7: 10:00 a.m. – 11:00 a.m. | 13. Jan. 2009        | 19. Jan. 2009                                   | Brad Turner   | Manny Coto, Brannon Braga                                   | 8. Sep. 2009                                       |
| 148        | 4         | Tag 7: 11:00 – 12:00 Uhr | Day 7: 11:00 a.m. – 12:00 p.m. | 13. Jan. 2009        | 26. Jan. 2009                                   | Brad Turner   | David Fury, Alex Gansa                                      | 8. Sep. 2009                                       |
| 149        | 5         | Tag 7: 12:00 – 13:00 Uhr | Day 7: 12:00 p.m. – 1:00 p.m.  | 19. Jan. 2009        | 2. Feb. 2009                                    | Jon Cassar    | Howard Gordon, Evan Katz                                    | 15. Sep. 2009                                      |
| 150        | 6         | Tag 7: 13:00 – 14:00 Uhr | Day 7: 1:00 p.m. – 2:00 p.m.   | 26. Jan. 2009        | 9. Feb. 2009                                    | Jon Cassar    | Manny Coto, Brannon Braga                                   | 15. Sep. 2009                                      |
| 151        | 7         | Tag 7: 14:00 – 15:00 Uhr | Day 7: 2:00 p.m. – 3:00 p.m.   | 2. Feb. 2009         | 16. Feb. 2009                                   | Milan Cheylov | Manny Coto, Brannon Braga; Idee: Michael Loceff             | 22. Sep. 2009                                      |
| 152        | 8         | Tag 7: 15:00 – 16:00 Uhr | Day 7: 3:00 p.m. – 4:00 p.m.   | 9. Feb. 2009         | 23. Feb. 2009                                   | Milan Cheylov | Robert Cochran, Evan Katz; Idee: David Fury                 | 22. Sep. 2009                                      |
| 153        | 9         | Tag 7: 16:00 – 17:00 Uhr | Day 7: 4:00 p.m. – 5:00 p.m.   | 16. Feb. 2009        | 2. März 2009                                    | Milan Cheylov | David Fury                                                  | 29. Sep. 2009                                      |
| 154        | 10        | Tag 7: 17:00 – 18:00 Uhr | Day 7: 5:00 p.m. – 6:00 p.m.   | 23. Feb. 2009        | 9. März 2009                                    | Milan Cheylov | Manny Coto, Brannon Braga                                   | 29. Sep. 2009                                      |
| 155        | 11        | Tag 7: 18:00 – 19:00 Uhr | Day 7: 6:00 p.m. – 7:00 p.m.   | 2. März 2009         | 16. März 2009                                   | Brad Turner   | Alex Gansa                                                  | 6. Okt. 2009                                       |
| 156        | 12        | Tag 7: 19:00 – 20:00 Uhr | Day 7: 7:00 p.m. – 8:00 p.m.   | 2. März 2009         | 23. März 2009                                   | Brad Turner   | Evan Katz; Idee: Manny Coto, Brannon Braga                  | 6. Okt. 2009                                       |
| 157        | 13        | Tag 7: 20:00 – 21:00 Uhr | Day 7: 8:00 p.m. – 9:00 p.m.   | 9. März 2009         | 30. März 2009                                   | Brad Turner   | Manny Coto, Brannon Braga                                   | 13. Okt. 2009                                      |
| 158        | 14        | Tag 7: 21:00 – 22:00 Uhr | Day 7: 9:00 p.m. – 10:00 p.m.  | 16. März 2009        | 6. Apr. 2009                                    | Brad Turner   | Evan Katz, Manny Coto                                       | 13. Okt. 2009                                      |
| 159        | 15        | Tag 7: 22:00 – 23:00 Uhr | Day 7: 10:00 p.m. – 11:00 p.m. | 23. März 2009        | 13. Apr. 2009                                   | Jon Cassar    | Alex Gansa; Idee: David Fury                                | 20. Okt. 2009                                      |
| 160        | 16        | Tag 7: 23:00 – 0:00 Uhr  | Day 7: 11:00 p.m. – 12:00 a.m. | 30. März 2009        | 20. Apr. 2009                                   | Jon Cassar    | Manny Coto, Brannon Braga                                   | 20. Okt. 2009                                      |
| 161        | 17        | Tag 7: 0:00 – 1:00 Uhr   | Day 7: 12:00 a.m. – 1:00 a.m.  | 6. Apr. 2009         | 27. Apr. 2009                                   | Brad Turner   | Chip Johannessen                                            | 27. Okt. 2009                                      |
| 162        | 18        | Tag 7: 1:00 – 2:00 Uhr   | Day 7: 1:00 a.m. – 2:00 a.m.   | 13. Apr. 2009        | 4. Mai 2009                                     | Brad Turner   | Manny Coto, Brannon Braga; Idee: Howard Gordon              | 27. Okt. 2009                                      |
| 163        | 19        | Tag 7: 2:00 – 3:00 Uhr   | Day 7: 2:00 a.m. – 3:00 a.m.   | 20. Apr. 2009        | 11. Mai 2009                                    | Michael Klick | David Fury                                                  | 3. Nov. 2009                                       |
| 164        | 20        | Tag 7: 3:00 – 4:00 Uhr   | Day 7: 3:00 a.m. – 4:00 a.m.   | 27. Apr. 2009        | 18. Mai 2009                                    | Michael Klick | Alex Gansa, Chip Johannessen; Idee: Manny Coto              | 3. Nov. 2009                                       |
| 165        | 21        | Tag 7: 4:00 – 5:00 Uhr   | Day 7: 4:00 a.m. – 5:00 a.m.   | 4. Mai 2009          | 25. Mai 2009                                    | Brad Turner   | Manny Coto, Brannon Braga                                   | 10. Nov. 2009                                      |
| 166        | 22        | Tag 7: 5:00 – 6:00 Uhr   | Day 7: 5:00 a.m. – 6:00 a.m.   | 11. Mai 2009         | 1. Juni 2009                                    | Brad Turner   | Evan Katz                                                   | 10. Nov. 2009                                      |
| 167        | 23        | Tag 7: 6:00 – 7:00 Uhr   | Day 7: 6:00 a.m. – 7:00 a.m.   | 18. Mai 2009         | 8. Juni 2009                                    | Jon Cassar    | David Fury, Alex Gansa                                      | 17. Nov. 2009                                      |
| 168        | 24        | Tag 7: 7:00 – 8:00 Uhr   | Day 7: 7:00 a.m. – 8:00 a.m.   | 18. Mai 2009         | 15. Juni 2009                                   | Jon Cassar    | Howard Gordon; Idee: Manny Coto, Brannon Braga              | 17. Nov. 2009                                      |

## Rezeption

### Kritiken
An der Staffel wurde kritisiert, dass sie sich zu sehr in die Länge gezogen habe. Die Anstrengungen, Folter vergangener Episoden zu kritisieren, wirkten aufgesetzt. Die Staffel habe neben der CTU auch die meisten der interessanten Charaktere „weggeworfen“, Allison Taylor sei als Präsidentin eine „lahme Ente“ und „kaum weniger irritierend“ als ihre Tochter. Die Staffel wurde als „konventionell und nach Schema F“ gestaltet kritisiert; problematisch sei das Gefühl, alles schon einmal gesehen zu haben. Sie sei mit ihrer von afrikanischen Paramilitärs geführten Invasion des Weißen Hauses „geradezu schrecklich cartoonhaft“. Die Drehbuchautoren hätten die Staffel dazu genutzt, sich über die Kritik an der Folter „lustig zu machen“ und sich nicht „ernsthaft“ mit dem Thema auseinandergesetzt. 24 verlasse sich in der Staffel auf eine Art von „schaulustigem Reiz“, statt die durch die Terroranschläge vom 11. September 2001 entstandenen Probleme „mit irgendeiner ernsthaften Tiefe“ zu behandeln. Die Episoden der zweiten Staffelhälfte wurden als „besonders stark“ bewertet, die letzten vier allerdings als „enttäuschend“. Es gebe kaum Füllelemente, während Fragen, Auflösungen, Verrat und Verschwörungen das Interesse aufrechterhielten. Die Drehbücher der Staffel seien zwar im Vergleich zur sechsten Staffel „definitiv besser“, jedoch würden einige von Tony Almeidas „mysteriösen“ Beweggründen nicht gut genug erklärt.

### Auszeichnungen
Bei der Primetime-Emmy-Verleihung 2009 wurde Cherry Jones, die Darstellerin der US-Präsidentin, in der Kategorie Beste Nebendarstellerin in einer Dramaserie prämiert. Es gab fünf weitere Emmy-Nominierungen, darunter je eine für den Tonschnitt und die Tonmischung der 15. Episode und ebenfalls je eine für die Musikkomposition und den Bildschnitt der finalen Episode. Als Nebendarstellerin wurde Jones zudem für einen Satellite Award nominiert.